# Élections législatives de 1962 aux Comores
Les élections législatives françaises de 1962 se déroulent le 18 novembre 1962.  Dans le territoire des Comores, deux députés sont à élire dans le cadre d'une circonscription.

## Élus
| Circonscription        | Député sortant            | Parti | Parti | Député élu ou réélu       | Parti | Parti   |
| ---------------------- | ------------------------- | ----- | ----- | ------------------------- | ----- | ------- |
| Circonscription unique | Ahmed Mohamed             |       | UNR   | Ahmed Mohamed             |       | UNR-UDT |
| Circonscription unique | Said Ibrahim bin Said Ali |       | UNR   | Said Ibrahim bin Said Ali |       | UNR-UDT |

## Résultats

### Résultats à l'échelle du territoire
|                | Union pour la nouvelle République (UDT) | 73 934 | 100,00 | 2 |  |  |
|                | Majorité présidentielle                 | 73 934 | 100,00 | 2 |  |  |
|                |                                         |        |        |   |  |  |
| Inscrits       | Inscrits                                | 82 504 | 100,00 | 2 |  |  |
| Abstentions    | Abstentions                             | 8 514  | 10,32  |   |  |  |
| Votants        | Votants                                 | 73 990 | 89,68  |   |  |  |
| Blancs et nuls | Blancs et nuls                          | 56     | 0,08   |   |  |  |
| Exprimés       | Exprimés                                | 73 934 | 99,92  |   |  |  |

### Résultats par circonscription
| |                                                                         |        |        |  |  |
| Liste d'Union pour le Développement économique et Social de l'Archipel des Comores                                                   | 1.Said Ibrahim bin Said Ali sortant (UNR) 2.Ahmed Mohamed sortant (UNR) | 73 934 | 100,00 |  |  |
| |                                                                         |        |        |  |  |
| Inscrits | 82 504                                                                  | 100,00 | 2      |  |  |
| Abstentions | 8 514                                                                   | 10,32  |        |  |  |
| Votants | 73 990                                                                  | 89,68  |        |  |  |
| Blancs et nuls | 56                                                                      | 0,08   |        |  |  |
| Exprimés | 73 934                                                                  | 99,92  |        |  |  |
| Source : France, Ministère de l'intérieur. Les Elections législatives . Métropole., la Documentation française, 1963 (lire en ligne) |                                                                         |        |        |  |  |

Le suppléant de Saïd Ibrahim était Abdulhamid Mohamed.
Le suppléant de Ahmed Mohamed était Abdou Salim Galiphane.